# 小行星20284
小行星20284（20284 Andreilevin）是一颗绕太阳运转的小行星，为主小行星带小行星。该小行星于1998年3月20日发现。

## 轨道参数
小行星20284的轨道半长轴为2.2319740 UA，离心率为0.158。